# Jewgeni Wladimirowitsch Sokolow
Jewgeni Wladimirowitsch Sokolow (russisch Евгений Владимирович Соколов; * 11. Juni 1984 in Moskau) ist ein ehemaliger russischer Radrennfahrer.

## Sportliche Laufbahn
Jewgeni Sokolow begann seine Karriere 2005 bei dem russischen Continental Team Omnibike Dynamo Moscow. 2006 gewann er jeweils eine Etappe beim Circuit de Saône-et-Loire und bei Bidasoa Itzulia. Außerdem wurde er russischer Meister im Straßenrennen der U23-Klasse. In der Saison 2007 gewann er eine Etappe und die Gesamtwertung bei Bordeaux-Saintes und die beiden Eintagesrennen Les Boucles du Sud Ardèche und Chrono de Sainte-Menehould. 2008 und 2009 fuhr Sokolow für das französische ProTeam Bouygues Télécom, 2010 für das Team Moscow. 2009 hatte er beim Giro d’Italia  seinen einzigen Start bei einer Grand Tour und belegte Platz 164. Im Jahr 2011 beendete er seine Radsportlaufbahn.

## Erfolge
2006
- Russischer U23-Meister – Straßenrennen

2007
- Les Boucles du Sud Ardèche

2009
- eine Etappe La Tropicale Amissa Bongo

## Teams
- 2005 Omnibike Dynamo Moscow
- 2008 Bouygues Télécom
- 2009 Bbox Bouygues Télécom
- 2010 Moscow